# Morning Musume Tanjō 15 Shūnen Kinen Concert Tour 2012 Aki ~Colorful Character~
 (mai 2013).
Albums de Morning Musume
Morning Musume Concert Tour 2012 Haru Ultra Smart ~Niigaki Risa Mitsui Aika Sotsugyō Special~
(2012) Concert Tour 2013 Haru
(2013)
Morning Musume Tanjou 15 Shuunen Kinen Concert Tour 2012 Aki ~Colorful Character~ (モーニング娘。誕生15周年記念コンサートツアー2012秋 ～ カラフルキャラクター ～) est une vidéo musicale (DVD) du groupe de J-pop Morning Musume, la vingt-huitième du groupe.

## Présentation
La vidéo sort le 13 mars 2013 aux formats DVD et Blu-Ray sous le label zetima. Il s'agit de la première tournée sans un membre des 5e et 8e générations. C'est aussi la première tournée du groupe avec Sayumi Michishige en tant que leader. La seule membre de la 11e génération Sakura Oda, encore en formation, est seulement présentée au public.
Le concert reprend tous les titres de l'album 13 Colorful Character ainsi que le dernier single du groupe d'alors : Wakuteka Take a Chance. Lors du premier concert, la sub-leader Reina Tanaka annonce sa prochaine graduation pour se consacrer à son nouveau groupe : Lovendor.

## Membres
- 6e génération : Sayumi Michishige, Reina Tanaka
- 9e génération : Mizuki Fukumura, Erina Ikuta, Riho Sayashi, Kanon Suzuki
- 10e génération : Haruna Iikubo, Ayumi Ishida, Masaki Satō, Haruka Kudō
- 11e génération : Sakura Oda (Apparition)

## Liste des titres
| No  | Titre | Notes | Durée |
| --- | --- | --- | ----- |
| 1.  | One Two Three (One・Two・Three) | de l'album 13 Colorful Character                                                                                                |       |
| 2.  | The Matenrō Show (The 摩天楼ショー) | de l'album 13 Colorful Character                                                                                                |       |
| 3.  | MC1 | |       |
| 4.  | What's Up? Ai wa Dō na no yo~ ((What's Up? 愛はどうなのよ～) | de l'album 13 Colorful Character                                                                                                |       |
| 5.  | VTR | vidéo de présentation |       |
| 6.  | Waratte! You (笑って！YOU) | par les 9e et 10e générations, de l'album 13 Colorful Character                                                                 |       |
| 7.  | Watashi no Jidai! (私の時代) | par la 6e génération, du single One, Two, Three / The Matenrō Show                                                              |       |
| 8.  | MC2 | |       |
| 9.  | Chikyū ga Naiteiru (地球が泣いている) | de l'album 13 Colorful Character                                                                                                |       |
| 10. | Bravo! (ブラボー!) | de l'album Fantasy! Jūichi |       |
| 11. | MC3 | |       |
| 12. | Aisaretai no ni... (アイサレタイノニ…) | par la 9e génération, du single One, Two, Three / The Matenrō Show                                                              |       |
| 13. | Seishundo Man'naka (青春ど真ん中) | par la 10e génération, du single One, Two, Three / The Matenrō Show                                                             |       |
| 14. | Namida Hitoshizuku (涙一滴) | par Tanaka en solo, de l'album 13 Colorful Character                                                                            |       |
| 15. | Lalala no Pipipi (ラララのピピピ) | par Michishige en solo, de l'album 13 Colorful Character                                                                        |       |
| 16. | Kare to Issho ni Omise ga Shitai! (彼と一緒にお店がしたい!) | de l'album 12, Smart |       |
| 17. | MC4 | |       |
| 18. | Daite yo! Please Go On (抱いてよ! PLEASE GO ON) | de l'album 2 Paint It Gold de Maki Gotō                                                                                         |       |
| 19. | Medley : Ame no Furanai Hoshi de wa Aisenai Darō? / Kimagure Princess + Fantasy ga Hajimaru / Sexy Boy ~Soyokaze ni Yorisotte~ + I’m Lucky girl / OK Yeah! (雨の降らない星では愛せないだろう? / 気まぐれプリンセス + Fantasyが始まる / Sexy Boy～そよ風に寄り添って～ + I'm Lucky Girl / OK YEAH!) | de l'album 10 My Me / des albums 10 My Me et Fantasy! Jūichi / des albums Sexy 8 Beat et Fantasy! Jūichi / de l'album 12, Smart |       |
| 20. | MC5 | |       |
| 21. | Resonant Blue (リゾナント ブルー) | de l'album Platinum 9 Disc |       |
| 22. | Renai Hunter (恋愛ハンター) | de l'album 13 Colorful Character                                                                                                |       |
| 23. | Dokkan Cappricio (ドッカ～ン カプリッチオ) | de l'album 13 Colorful Character                                                                                                |       |
| 24. | MC6 | |       |
| 25. | Zero Kara Hajimaru Seishun (ゼロから始まる青春) | de l'album 13 Colorful Character                                                                                                |       |
| 26. | Encore | |       |
| 27. | Wakuteka Take a Chance (ワクテカ Take a chance) | |       |
| 28. | MC7 | Remerciements |       |
| 29. | Be Alive | de l'album 13 Colorful Character                                                                                                |       |
| 30. | Crédits | |       |